# Mohamed Aly
Mohamed Aly Reda (en árabe: محمد علي رضا) (El Cairo, Egipto, 19 de febrero de 1975) es un deportista olímpico egipcio que compitió en boxeo, en la categoría de peso superpesado y que consiguió la medalla de plata en los Juegos Olímpicos de Atenas 2004.

## Palmarés internacional
| Juegos Olímpicos | Juegos Olímpicos | Juegos Olímpicos | Juegos Olímpicos |
| Año              | Lugar            | Medalla          | Prueba           |
| ---------------- | ---------------- | ---------------- | ---------------- |
| 2004             | Atenas (Grecia)  | Medalla de plata | Peso superpesado |